# Supercompany
En física teòrica de partícules, un supercompany (també spartícula o superpartícula) és una partícula elemental hipotètica, predita en teories supersimètriques.
Segons la teoria de la supersimetria, cada fermió (i.e. tota partícula amb spin 1/2,3/2,..) hauria de tenir un supercompany bosònic (i.e. amb spin 0, 1, 2,..) i cada bosó hauria de tenir un supercompany fermiònic. Si la supersimetria fos una simetria exacte tots els supercompanys tindrien les mateixes masses que les partícules del Model Estàndard (SM). Si trobem supercompanys, les seves masses ens indicaran l'escala a la qual la supersimmetria és trencada.
Les partícules que són pseudoescalars (com l'axió) tenen 2 supercompanys: un fermiònic (axí) i un segon camp escalar real (saxió). Dins models estesos de supersimetria hi pot haver més d'un supercompany per a cada partícula del SM. Per exemple, amb dues còpies de supersimetria en quatre dimensions, un fotó tindria dos supercompanys fermiònics i un supercompany escalar. En zero dimensions és possible tenir supersimetria sense supercompanys. Tanmateix, aquesta és l'única situació teòrica on això es produeix.
La paraula spartícula presenta el prefix s- utilitzat per a anomenar els supercompanys dels fermions individuals (p. ex. l'stop del quark top).

## Llista de partícules supersimètriques
- Sfermions: Supercompanys dels fermions
  - Squarks: supercompanys dels quarks
  - Sleptons: supercompany del leptons
- Gaugí: Supercompanys dels bosons de gauge
  - Gluins: supercompanys dels gluons
  - Fotí: supercompany del fotó
  - Weins (Winos en anglès): supercompanys dels bosons W±
  - Beí (Bino en anglès): supercompany del camp de gauge U(1) corresponent a la hipercàrrega feble
  - Zetí (Zino en anglès): supercompany del bosó Z
  - Gravití: supercompany del gravitó hipotètic
- Higgsins: supercompanys de diferents components del camp de Higgs
- Electrofeblins (electroweakinos en anglès)ː s'utilitza per a referir-se a weins i beins, combinats, o no, amb higgsins.
- Neutralí (combinació de gaugins neutres): barreja del beí i el Weí neutre, els 2 gaugins electrofebles neutres, i dels Higgsins neutres
- Carreguí (combinació de gaugins carregats): de Weins i Higgsins elèctricament carregats
- Axí i saxió: supercompanys de l'axió hipotètic
- Goldstí: fermió supercompany del bosó de Goldstone que emergeix hipotèticament en el trencament espontani de supersimetria (no té company al SM).

Els supercompanys neutres (neutralí, fotí, gravití i axí) poden ser la partícula supersimètrica més lleugera (LSP), candidata per a explicar la matèria fosca de l'univers.

## Producció de supercompanys
Si la teoria de supersimetria és correcta hauria de ser possible produir spartícules en col·lisions de partícules "normals" en acceleradors d'alta energia. Fer-ho no és fàcil car els supercompanys poden tenir masses fins a mil cops superiors a les de les seves partícules "reals" corresponents.